# 清水寺 (富山県朝日町)
清水寺（せいすいじ）は、富山県下新川郡朝日町にある高野山真言宗の寺院。本尊は清水寺式千手千眼観世音菩薩。

## 歴史
山号は大同山。東嶺山ともいう。始まりは明らかではなく、大同年間（806年～810年）の創建ともいわれる。創建当時は法相宗で、往時は七堂伽藍のある大寺院だったと伝わるが、永禄天正年間（1573～1592）、上杉謙信の越中攻めの際に全焼。文化13年（1816年）7月13日に真言宗の寺として再建された。令和6年（2024年）1月1日の 能登半島地震では、境内に地割れが発生するなどの被害を受けた。

## 文化財
- 毘沙門天立像：富山県指定有形文化財[1]
- 千手観音坐像：朝日町指定有形文化財[2]
- 清水寺のエドビガン：朝日町指定天然記念物[3]